# Issus patruelis
Issus patruelis är en insektsart som beskrevs av Stsl 1861. Issus patruelis ingår i släktet Issus och familjen sköldstritar. Inga underarter finns listade i Catalogue of Life.